# Saint-Martin-du-Vieux-Bellême
Saint-Martin-du-Vieux-Bellême là một xã trong tỉnh Orne, thuộc vùng hành chính Normandie của nước Pháp, có dân số là 653 người (thời điểm 1999).

## Nhân khẩu học
| 1946 | 1954 | 1962 | 1968 | 1975 | 1982 | 1990 | 1999 |
| ---- | ---- | ---- | ---- | ---- | ---- | ---- | ---- |
| 653  | 693  | 727  | 685  | 603  | 584  | 629  | 653  |